# 255 (tal)
255 är det naturliga talet som följer 254 och som följs av 256. Det är det största tal som kan representeras binärt med åtta bitar.

## Inom vetenskapen
- 255 Oppavia, en asteroid.

## Inom matematiken
- 255 är ett udda tal.
- 255 är ett Oktanaccital.
- 255 är ett ikosaedertal.
- 255 är ett palindromtal i det kvarternära talsystemet.